# 密室·虐殺·情人魘
《密室·虐殺·情人魘》（日语：グロテスク）是一部2009年日本剝削恐怖電影，由白石晃士編劇和導演。

## 剧情
一對年輕男女小島和男和宮下阿记在第一次約會時在街上被绑架。他們醒來時被束縛在四周覆盖着塑料布的地下室裡。一个虐待狂二话不说就开始折磨和殘害他們。他用螺絲起子刺破和男的腹部，划伤他的舌頭。他對两人進行性侵犯，迫使彼此觀看。有時，他會停止酷刑，治療两人的傷口，讓他們繼續活得更久。他砍下他们所有的手指做成項圈，挖出和男的右眼，剪下阿记的乳頭，並锯断她的右臂。他最終將釘子釘進和男的阴囊并割下他的阴茎。
经过这一切，他声称被和男的行为感动到了，将两人轉移到一個類似於病房的房間，并在那里處理他們的傷口。這個男人受過專業的醫學訓練，舉止優雅，品味高雅，喜歡古典音樂、好酒和昂貴的衣服。他提到自己很富有，暗示他可能是一位著名的外科醫生，而不僅僅是一個暴力虐待狂，正在尋找一種極端的方式來獲得孤獨生活中的滿足感。两人注意到，醫生乾淨優雅的外表背後有一種特殊的腐爛氣味。
經過幾天的康復，“醫生”告訴两人他們可以自由離開。他會自首，作為對他造成的所有痛苦的道歉，他會用自己的全部財產作為補償。“醫生”走后，和男和阿记承諾他們離開后会在一起互相支持。然而，就在他們得知將被釋放後，两人却又被帶回地下室，並像以前一樣再次被束缚。
“醫生”表示他們必須通过最後的愛情考驗。他拉出和男的腸子，掛在鉤子上，如果和男可以穿過房間到另一邊（在此過程中他的腸子会全部從他的身體中拉出）用剪刀剪斷阿记的繩索以釋放她，那麼兩人都將獲得自由。然而，和男因失血过多而失敗，而且束縛阿记的繩索中藏有一根金屬線，因此無論如何這項任務都是不可能完成的。
阿记開始侮辱醫生，說他身上有狐臭。憤怒的醫生砍下她的頭。頭落在醫生的脖子上，她用最後一口氣咬了他一口。還沒有死的和男用剪刀刺中他的腳。两人面對面死去。片尾，醫生走路一瘸一拐，但還是活了下來。他以日本傳統方式恭敬地將這對夫婦並排埋葬在一片安靜的森林中，並在他們的墳墓上留下剪刀作為象征。镜头切换到他坐在車裡，用大量香水隱藏他的狐臭。一個女孩走過，他开始追逐他的下一個受害者。

## 演员
- 長澤築實 饰 宮下阿记
- 川連廣明 饰 小島和男
- 大迫茂生 饰 立川正義

## 发行
英國電影分級委員會拒絕向該片未分級版本頒發18級许可证，禁止其在英国上映。委員會主任戴维·庫克解釋說“與其他最近的‘酷刑’主題恐怖作品不同，例如和《恐怖旅舍》系列，《密室·虐殺·情人魘》以最少的敘事或角色發展為特色，向觀眾展示的只不過是一個無情的、不斷升級的屈辱、殘忍和虐待的場景。儘管在電影的最後試圖‘解釋’兇手的動機，但主要的樂趣與理解任一中心人物的動機無關。相反，提供的主要樂趣似乎是為了自己的緣故而沉浸在虐待狂（包括性虐待狂）的景像中。”
這部電影的導演兼編劇白石晃士回應說，他“對來自遙遠國度的這種最令人期待的反應感到高興和受寵若驚，因為這部電影是一部誠實、認真的作品，肯定會讓所謂的道德家感到不安。

## 家庭媒体
日本的反响最初爭議較小，但在英國禁令聲名狼藉後，日本亞馬遜決定從其網站上刪除《密室·虐殺·情人魘》的DVD。值得注意的是，自爭議發生以來，日本零售商Neowing的國際版CDJapan不再銷售DVD，不过日本居民仍然可以透过Neowing輕鬆购得。
這部電影的DVD版本於7月31日在奧地利和荷蘭發行。該DVD是限量發行1,000份的特別版。該DVD僅包含德語和日語音轨，並且僅在专门售卖同類型电影的線上商店有售。
影片於2010年10月12日在美國由Media Blasters發行了DVD/藍光光碟。